# 柏野幸二
柏野 幸二（かしの こうじ、1969年4月24日 - ）は、岡山県出身の競艇選手。登録番号3436。65期。岡山支部所属。同期に寺田千恵、大賀広幸らがいる。

## 来歴
1989年65期生としてデビュー。
1999年3月、三国競艇場のG1北陸艇王決戦で優勝。
2009年5月、下関競艇場のG1競帝王決定戦で優勝。